# Система мер в Великом княжестве Литовском
Система мер в Великом княжестве Литовском — установленные определения длины, площади и веса в XIV—XVIII веках.

## Установление системы мер
Первое упоминание о системе измерений в Великом княжестве Литовском встречается в договоре Полоцкого княжества (удельного княжества ВКЛ) с Ригой (1331), где полоцкие единицы веса сравниваются с рижскими единицами. Данная система применялась как при частных сделках, так и в государственном управлении: в городах и некоторых местечках ВКЛ действовали важницы — учреждения для определения объёма ввозимого купцами товара.
В Великом княжестве Литовском наряду с общеславянскими и западноевропейскими измерительными единицами существовали меры, отличающиеся названиями и величинами от мер соседних государств. Власти неоднократно вводили единые меры, но в наиболее стройную систему они были приведены постановлением сейма Речи Посполитой 1766 года.
После присоединения территории Великого княжества Литовского к Российской империи система мер была приведена в соответствие с российскими нормами.

## Меры длины
Гони, верста, локоть, миля, сажень; стая (от греч. stadion) ≈ 80 м, стреление ≈ 60—70 м, стопа = 12 цалей = 32,5 см, цаля = 2,7 см.

## Меры площади, земельные меры
Морг, прут, шнур, волока = 30 моргов = 9000 кв. прутов = 67 500 кв. локтей = 21,36 га (33 морга в 1657, 40 — в 1586 году); лан — хелминский (краковский) = 90 моргов = 63,9 га, франконский больший = 50 моргов = 35,5 га, немецкий = 43 морга = 30,5 га, франконский меньший = 40 моргов = 28,4 га, ревизский = 30 моргов = 21,36 га, польский кмецкий больший = 21 морг = 14,91 га, меньший = 6 моргов = 4,26 га; прентик — длина = 48,7 см, площадь — 0,237 кв. м.

## Меры сыпучих веществ и жидкостей
Осьмина, бочка виленская, гарнец, карец, кварта, медница, полубочка = 8 четвертей (карцев) = 813 л, бочка (для жидкости) = 4 четверти (карца) = 12 чаш = 144 гарнца малых = 288 нолугарнцев = 376 кварт = 752 полукварты = 406,54 л; шанек старый = 48 гарнцев, четверть (карец) = ¼ бочки = 2 осьмины = 36 гарнцев =102 л, шанек лаштовый = 24 гарнца, солянка = 1/6 бочки = 67,75 л, чаша = 12 гарнцев = 33,84 л; ведро = 4 гарнца = 11,28 л (в Пинске в XVI в. = 2 липечни = 20 ковшов, в Бресте = 2 ручки), липечня (в Пинске) = 1/2 ведра = 10 ковшов, ручка (в Бресте) = 1/2 ведра; ковш (в Пинске) = 1/20 ведра.

## Меры веса (массы)
Берковец, безмен, золотник, камень, лашт, лот, лукно, пуд, фунт, кап (восковой пуд) = 12 пудов (XV в.), кантор = 100 фунтов = 37,84 кг, пундель = 25 фунтов = 9,24 кг, око = 3 фунта = 1,02 кг, литра = 280,8 г., гривна (гривня) = 195,5 г.

## Числовые единицы
Копа = 60, фаска = 500, сорок = 40, тузин, тахер = 12, пара = 2, соха (волы, лемехи) = 2, рез = 20, либр = 500 листов бумаги, либра = 25 листов бумаги, пасма = 30 ниток (в ткачестве).